# Håkan Rydin (jazzpianist)
Håkan Andersson Rydin, född 4 januari 1951 i Gislaved, Jönköpings län är en svensk jazzpianist, bosatt i Malmö.

Håkan Rydin bildade tillsammans med Jörgen Nilsson och senare Ulf Rådelius och Anders Lagerlöf jazzgruppen (Swedish) Nexus som under sin existens mellan 1972 och 1992 gjorde över 1000 konserter. Gruppen fick fem stjärnor i Orkesterjournalen för debutskivan. Nexus framträdde på internationella jazzfestivaler, i radio och i TV-program i Spanien, Ryssland och Sverige.
Mellan 1988 och 2003 spelade han med amerikanska sångerskan Kim Parker (jazzlegenden Charlie ”Bird” Parkers styvdotter) och de turnerade i många länder.
Håkan Rydins pianostil har kallats ”lyrical and cooking” och han har framträtt med Thad Jones, Pepper Adams, Red Mitchell, Etta Cameron, Enrico Rava, Tim Hagans, Georgie Fame, David Liebman och svenska artister som Jan Allan, Arne Domnérus, Helge Albin, Anders Bergcrantz, Christer Boustedt, Bernt Rosengren och Svante Thuresson.
På senare år har han koncentrerat sig på trioformatet (piano, bas och trummor) och 2010 var han den förste jazzmusikern som spelade i Stora Teatern (NCPA) i Beijing.
Håkan Rydin har tillsammans med Dage Jonsson gett ut pianoskolorna Gehörsspel för piano, del 1 och 2.
2013–2018 var Håkan Rydin professor i jazzpiano vid Musikhögskolan i Malmö.

## Diskografi

### Som ledare eller med delat ledarskap
2020 – Nexus in Montreal (AdOpen)
2019 – Melodies... (CD1: Originals, and more. CD2 Standards, and more) (AdOpen) 
2007 – A Splendored Thing med Elisabeth Melander (Sittel)
2005 – Tender Silhouette (Marshmallow Records)
1997 – A Beautiful Friendship med Kim Parker (FLC)
1987 – Nexus in Canada (FLC)
1984 – Nexus meets Enrico Rava (FLC)
1978 – Nexus (FLC)
1978 – Nexus First (SweDisc Jazz)

### Andra inspelningar
2017 – Elisabeth Melander: Reflections of a Voice (Prophone)
2003 – Lasse O: ”A Tribute to Red” med Red Mitchell (hi-hat records)
2002 – Gitte Pålsson & Håkan Rydin: "Novemberljus” (GPCD)
1999 – Ulf Rådelius: ”Connection” (URCD)
1979 – Lasse O: ”Speglingar” (GoodWill)